# F91 Dudelange
F91 Dudelange är en fotbollsklubb från Dudelange i Luxemburg, bildad 1991. Klubben är den mest framgångsrika fotbollsklubben i Luxemburg.
Klubben kvalificerade sig för Europa League 2018/2019. De blev därmed den första luxemburgska klubben att spela i ett europeiskt gruppspel. De lyckades upprepa bedriften till säsongen Europa League 2019/2020. De slutade sist i gruppen men lyckades vinna en match mot APOEL vilket blev den första luxemburgska segern i en Uefa-turnering.

## Spelartrupp
| Nr | Land          | Pos | Namn                   |
| -- | ------------- | --- | ---------------------- |
| 1  | Luxemburg     | MV  | Enzo Esposito          |
| 2  | Mali          | F   | Ismaël Sidibé          |
| 3  | Belgien       | F   | Kino Delorge           |
| 4  | Luxemburg     | MF  | Ivan Englaro           |
| 6  | Portugal      | MF  | Bruno Freire           |
| 7  | USA           | MF  | Evan Rotundo           |
| 8  | Kroatien      | MF  | Filip Bojić            |
| 9  | Nederländerna | A   | Oege-Sietse Van Lingen |
| 10 | Luxemburg     | MF  | Tim Flick              |
| 15 | Guinea        | MF  | Ibrahima Bah           |
| 16 | Frankrike     | MV  | Didier Desprez         |
| 17 | Luxemburg     | MF  | Yannick Schaus         |
| 19 | Algeriet      | MF  | Bilal Benkhedim        |

| Nr | Land      | Pos | Namn                |
| -- | --------- | --- | ------------------- |
| 20 | Luxemburg | F   | Valentino Tallarico |
| 22 | Frankrike | F   | Guilain Zrankeon    |
| 23 | Frankrike | A   | Samir Hadji         |
| 28 | Portugal  | A   | Rúben Carvalho      |
| 30 | Luxemburg | MF  | Diogo Monteiro      |
| 31 | Luxemburg | MV  | Joao Margato        |
| 33 | Luxemburg | F   | Chris Stumpf        |
| 35 | Luxemburg | F   | Tiziano Mancini     |
| 38 | Luxemburg | MF  | Enzo Lima           |
| 41 | Luxemburg | MF  | Miguel Gonçalves    |
| 67 | Frankrike | F   | Vincent Decker      |
| 68 | Luxemburg | A   | Antonio Luisi       |
| 80 | Frankrike | MF  | Sinan Altun         |
|    | Luxemburg | A   | Oskar Ekeberg       |

## Meriter
- Luxemburgsk mästare (16): 2000, 2001, 2002, 2005, 2006, 2007, 2008, 2009, 2011, 2012, 2014, 2016, 2017, 2018, 2019, 2022
- Luxemburgsk cupvinnare (8): 2004, 2006, 2007, 2009, 2012, 2016, 2017, 2019
- Luxemburgsk ligacupvinnare (2): 2016, 2018